# Anna Roškotová
Anna Roškotová v matrice ještě Johanka (9. února 1883 Vlašim – 5. října 1967 Praha) byla česká malířka a ilustrátorka.

## Životopis
Rodiče Anny byli Antonín Roškot, c. k. soudní adjunkt ve Vlašimi, a Alexandrie Roškotová-Bialoruská, svatbu měli 26. srpna 1882. Architekt Kamil Roškot byl její mladší bratr, prezident Emil Hácha byl bratranec její matky.
Annu ovlivnili Václav Jansa, který vyučoval malbu na soukromé internátní dívčí škole, a Adolf Hölzel v Dachau v malířské škole pro ženy. Studijně pobývala ve Švýcarsku, Itálii (Benátky, Verona, Milán), ve Francii, Německu, Belgii a Holandsku. Byla členkou Spolku výtvarných umělců Mánes v letech 1946–1949 a zakladatelkou Kruhu výtvarných umělkyň (KVU) v Praze (1921).
Významného úspěchu dosáhla ve svých 29 letech, v roce 1912, kdy její obraz Letní den získal významná uznání na bienále v Benátkách. Toto dílo obdivovali takoví malíři jako Max Švabinský a Ludvík Kuba.
Malovala architekturu, městské veduty a městské i chrámové interiéry, s oblibou se vracela ke krajině a malbě zvířat, zpočátku ovlivněna impresionismem a německy orientovanou secesní stylizací. Plátna: velké olejomalby Pod jasanem, V parku, cyklus Řeka Blanice; akvarelové cykly: Lise, Šumava, Bretagne; akvarely z krajiny podblanické, jižních Čech, Itálie, Alp, Francie, ...
V Praze XIX bydlela na adrese Belcrediho 179.

## Dílo

### Výstavy
- Tři výstavy: Obrazy z Itálie, Ženevy a Alp Anny Roškotové; Francouzské akvarely Egona Adlera; Obrazy Charlotty Radnitzové-Schrötterové a R. Schröttera: 24. října 1925 – 8. listopadu 1925. – Praha: Krasoumná Jednota pro Čechy, 1925
- Akvarely zo Slovenska – Praha: Sieň elánu, 1935
- Akvarely z Podkarpatské Rusi, z Moravy a Itálie: Galerie dra Feigla – Praha, duben 1938
- Akvarely: 16. výstava Galerie Jos. R. Vilímka, Praha 6. dubna 1943 – 27. dubna 1943 – úvod Jan Květ.
- Výstava na Staroměstské radnici, únor 1961, text Anna Masaryková. Praha: Svaz československých výtvarných umělců, 1961

### Výběr prací
1. Letní den
2. Krajina s řekou: olej na plátně, 84,5 cm × 95,5 cm, rámováno, rám a malba poškozeny, signováno PD, 1. pol. 20. století
3. Městečko u Vlašimi: akvarel, papír, 45 cm × 60 cm, signováno vlevo dole, na zadní straně, datace 1940, aukční trh
4. Zátiší s květinami: olej, plátno, 82 cm × 82 cm, signováno vpravo dole, aukční trh
5. Řeka mezi stromy: akvarel, papír, signováno vpravo dole A. Roškotová, soukromá sbírka
6. Předjaří na Vltavě v Libni: olej, plátno, 110 cm × 120 cm, signováno vlevo dole A. ROŠKOTOVÁ 1950, oblastní galerie Vysočiny v Jihlavě
7. Stromy: akvarel, s rámem 81 cm × 72 cm, rámováno, zaskleno, 1944, pramen: www.eAntik.cz
8. Kubova huť na Šumavě: publikováno: Veraikon 1933, číslo 2
9. Krajina s kostelíkem: pastel a perokresba, 29 cm × 39 cm, s rámem 45 cm × 55 cm, signováno vpravo dole A. Roškotová, rámováno, paspartováno, zaskleno, pramen: www.eAntik.cz
10. Strom: akvarel, papír, 27 cm × 45 cm, s rámem 43,5 cm × 60 cm, signováno vpravo dole A. Roškotová 1920, rámováno, paspartováno, zaskleno, pramen: www.eAntik.cz
11. [Vlašim]: akvarel, s rámem 65 cm × 55 cm, signováno a datováno, rámováno, zaskleno, pramen: www.eAntik.cz
12. Krajina: pastel a akvarel, karton, signováno a značeno Ostrov, rámováno pod sklem, pramen: www.eAntik.cz
13. Krajina Vlašim: akvarel, s rámem 64 cm × 64 cm, signováno a značeno Vlašim, rámováno pod sklem, pramen: www.eAntik.cz
14. Zátiší s květinami: kombinovaná technika, litografie a pastel, 47,5 cm × 36 cm, s rámem 64 cm × 50 cm, signatura Alena Roškotová, paspartováno ve zlaceném rámu, pramen: www.eAntik.cz
15. Makové pole: olej, plátno, 61 cm × 77 cm, signováno vpravo dole A. Roškotová, pramen: Aukční trh 2006
16. Vysoké Tatry u Važce: akvarel, papír, 62 cm × 44 cm, pramen: Aukční trh
17. V Lobkovicově zahradě v Praze III: olej, plátno, 30 cm × 40 cm, po straně přípis tužkou Anna Roškotová, v Lobkovicově zahradě v Praze III., pramen: soukromá sbírka
18. Autoportrét
19. Tygr: tempera, 35 cm × 55 cm, nesignováno, rámováno, pod sklem
20. Březový háj: akvarel na papíře, 51 cm × 49 cm, rám je zdobený, místy má drobné otluky, 1952
21. Autoportrét: olej, plátno, 31,5 cm × 36 cm, signováno vpravo dole, lehce poškozený rám
22. Malý a velký Blaník
23. Interier kostela: kombinovaná technika, papír, 43 cm × 46 cm, signováno vlevo dole, zaskleno, oděrky na rámu

### Redakce
- Sborník Kruhu výtvarných umělkyň – za předsednictví Anny Roškotové redigoval rozšířený výbor KVU. Praha: KVU, 1935

### Ilustrace
- Než zajde poutník – Antonín Veselý. Praha: Atlas, 1943
- Dobrodružství lesů: román o stříbrné lišce – Mikkjel Fønhus; z norského originálu přeložil Hugo Kosterka. Praha: Jos. R. Vilímek, 1947